# Richard Dalley
Richard John Dalley (* 2. August 1957 in Detroit, Michigan) ist ein ehemaliger US-amerikanischer Eiskunstläufer.
Dalley trat im Eistanz zusammen mit Carol Fox an. Sie konnten in ihrer Karriere keinen Meistertitel gewinnen, wurden aber fünfmal nationaler Vizemeister (1978, 1979, 1981, 1982, 1984) und zweimal Dritte (1980, 1983). Des Weiteren nahmen sie zwischen 1978 und 1984 an fünf Eiskunstlauf-Weltmeisterschaften teil. Ihr bestes Ergebnis war ein fünfter Platz 1984. Ebenfalls auf Rang fünf landeten Dalley und Fox im Eistanzwettbewerb bei den Olympischen Winterspielen 1984 in Sarajevo.
Dalley hat an der Wayne State University in Detroit, Michigan studiert.

## Ergebnisse

### Eistanz
(mit Carol Fox)
| Wettbewerb / Jahr                | 1978 | 1979 | 1980 | 1981 | 1982 | 1983 | 1984 |
| -------------------------------- | ---- | ---- | ---- | ---- | ---- | ---- | ---- |
| Olympische Winterspiele          |      |      |      |      |      |      | 5.   |
| Weltmeisterschaften              | 8.   | 11.  |      | 6.   | 5.   |      | 8.   |
| US-amerikanische Meisterschaften | 2.   | 2.   | 3.   | 2.   | 2.   | 3.   | 2.   |